# Game no Kanzume Vol. 1
Game no Kanzume Vol. 1ゲームのかんづめ Vol．1 (), également connu sous le nom Sega Games Can Vol. 1, est une compilation de plusieurs jeux vidéo sortie le 18 mars 1994 sur Mega-CD. Le jeu a été édité par Sega. Il sort en même temps que Game no Kanzume Vol. 2.

## Système de jeu
La compilation regroupe les mini-jeux suivants :
- Flicky
- Hyper Marbles
- Paddle Fighter
- Phantasy Star 2: Shilka's Adventure
- Phantasy Star 2: Amia's Adventure
- Phantasy Star 2: Huey's Adventure
- Phantasy Star 2: Eusis's Adventure
- Pyramid Magic
- Pyramid Magic II
- Pyramid Magic III
- Pyramid Magic Special

Les Phantasy Star 2 sont des jeux d'aventure textuels.